# Elezioni legislative nei Paesi Bassi del 1989
Le elezioni legislative nei Paesi Bassi del 1989 si tennero il 6 settembre per il rinnovo della Tweede Kamer. In seguito all'esito elettorale, Ruud Lubbers, espressione di Appello Cristiano Democratico, fu riconfermato Ministro-presidente.

## Risultati
| Liste                                           | Voti      | %     | Seggi |
| ----------------------------------------------- | --------- | ----- | ----- |
| Appello Cristiano Democratico                   | 3 140 502 | 35,31 | 54    |
| Partito del Lavoro                              | 2 835 251 | 31,88 | 49    |
| Partito Popolare per la Libertà e la Democrazia | 1 295 402 | 14,57 | 22    |
| Democratici 66                                  | 701 934   | 7,89  | 12    |
| Sinistra Verde                                  | 362 304   | 4,07  | 6     |
| Partito Politico Riformato                      | 166 082   | 1,87  | 3     |
| Alleanza Politica Riformata                     | 109 637   | 1,23  | 2     |
| Federazione Politica Riformatrice               | 85 231    | 0,96  | 1     |
| Democratici di Centro                           | 81 427    | 0,92  | 1     |
| Partito Socialista                              | 38 870    | 0,44  | –     |
| I Verdi                                         | 31 312    | 0,35  | –     |
| Partito delle Donne                             | 12 129    | 0,14  | –     |
| Altri <0,10%                                    | 33 221    | 0,37  | –     |
| Totale                                          | 8 893 302 | 100   | 150   |